# Aeropuerto Regional del Condado de Eagle
El Aeropuerto Regional del Condado de Eagle (IATA: EGE, OACI: KEGE, FAA LID: EGE), a veces mencionado como Aeropuerto de Vail/Eagle o el aeropuerto de Vail Eagle, es un aeropuerto público localizado a 6 km (4 millas) al oeste de Eagle-Vail, Colorado, Estados Unidos. El aeropuerto sirve a su homónimo Condado de Eagle, que incluye visitas a la cercana localidad de Vail y Beaver Creek. Cubre 256 hectáreas (632 acres) y está configurado con una sola pista.  El History Channel calificó al Aeropuerto Regional del Condado de Eagle como # 8 en su lista de los aeropuertos más extremos en julio de 2010 debido a la altitud, la variabilidad del clima, un enfoque a través de terreno montañoso y desafiante procedimientos de salida. En 2008-2009, el aeropuerto terminó su repavimentación de la pista y la extensión que llevó la pista hasta 9,000 pies. Esto permite que aviones a despegar con más peso.
El aeropuerto es altamente estacional, y la mayoría de sus vuelos regulares sólo opera desde EGE durante el invierno. Es el segundo aeropuerto de Colorado durante la temporada de esquí, siendo la primera el Aeropuerto Internacional de Denver. Eagle sirve como una buena alternativa a Denver para esquiadores en el Valle de Vail, debido a su proximidad a importantes estaciones de esquí como Beaver crujen, Vail y Breckenridge. Las operaciones en el aeropuerto durante los meses de verano han demostrado ser cada vez más populares entre los turistas, pero solo United Express y American Airlines ofrecen servicio durante todo el año. Debido a la abundancia de vuelos (y mal tiempo) durante la temporada de esquí, algunos pasajeros vuelan en Gee, en lugar de intentar volar a Aspen. El aeropuerto del Condado de Eagle también es popular con los operadores de aviones privados.

## Terminal e instalaciones
Instalaciones de la terminal de EGE consisten en una única sala con cinco puertas, construida en 1996. El aeropuerto ofrece instalaciones aduaneras para aviones privados (en una terminal independiente), así como Wi-Fi gratuito. Hay cuatro hipódromos de equipaje (además de una diapositiva especial esquí/snowboard), dos carriles de proyección de TSA, un restaurante y una tienda de regalos. Como la mayoría de los aeropuertos de Colorado, no hay pasarela de acceso a aeronaves, todos los pasajeros salir y entran en el avión a través de escaleras.

## Transporte local
Más empresas de alquiler de coches grandes también están presentes. El Condado de Eagle tiene su propio departamento de transporte con buses entre los aeropuertos y esquí resorts.
Hay varias compañías de carta privada que ofrecen servicio a Vail, Beaver Creek y Aspen.

## Operaciones
El Sheriff del Condado de Eagle está a cargo de la seguridad del aeropuerto. El aeropuerto tiene lo propio departamento DIÍAS con 3 camiones y una ambulancia BLS. El aeropuerto tiene varios camiones utilizados para las operaciones de remoción de nieve. La torre está integrada por controladores de tráfico aéreo de condado de contrato y no de la FAA.

## Procedimientos de aviones
Los aviones que salen por la de pista 25 deben hacer un giro izquierdo para evitar el terreno y la ciudad de Gypsum, Colorado. No existe norma ILS en el aeropuerto, por lo que todos los aviones vienen con VFR, DME o LDA . Sin embargo hay un ILS especial que requiere permiso y formación de la FSDO. Todos los despachos de IFR son dadas por el centro de Denver.

## Operación de aerolíneas
En el invierno, American, Delta y United proporcionan servicio de jet sin parar entre EGE y 12 principales aeropuertos en 11 ciudades de Estados Unidos. American Airlines reemplazó su ruta de Newark Eagle operado previamente con un vuelo sin escalas a su nueva puerta de enlace en el aeropuerto de JFK de Nueva York, proporcionando conexiones a lo largo de la costa este y el Atlántico.
Opciones de verano incluyen diariamente vuelos de United Express. Servicios de enlace aeropuerto del Condado de Eagle a su centro de Denver, con conexiones a cientos de ciudades nacionales e internacionales. Se utiliza un CRJ700 de SkyWest Airlines.
En el verano de 2008, United Airlines también ofrece servicio a su hub en el Aeropuerto Internacional Chicago-O'Hare en Chicago, ofreciendo opciones de conexión adicionales. Este servicio sólo se ofrece ahora en el invierno.
En el verano de 2010, American Airlines ofrece un servicio de verano a Miami por primera vez. Este servicio continúa.
Durante la temporada de esquí, compañías aéreas operan principalmente el Boeing 757 que son capaces de realizar vuelos sin escalas a la mayoría de los aeropuertos de Estados Unidos. United opera el 737-700 en su vuelo sin escalas diario de Newark, así como seleccionadas frecuencias a Houston, además de servicio 757-200. United también opera el A319 en EGE durante la temporada de invierno. Durante todo el año, United Express (operado por SkyWest) vuela regularmente aviones CRJ-700 en EGE.
No hay pasarela de acceso a aeronaves en EGE; todos los pasajeros subir y coger el avión a través de escaleras.

## Aerolíneas y destinos

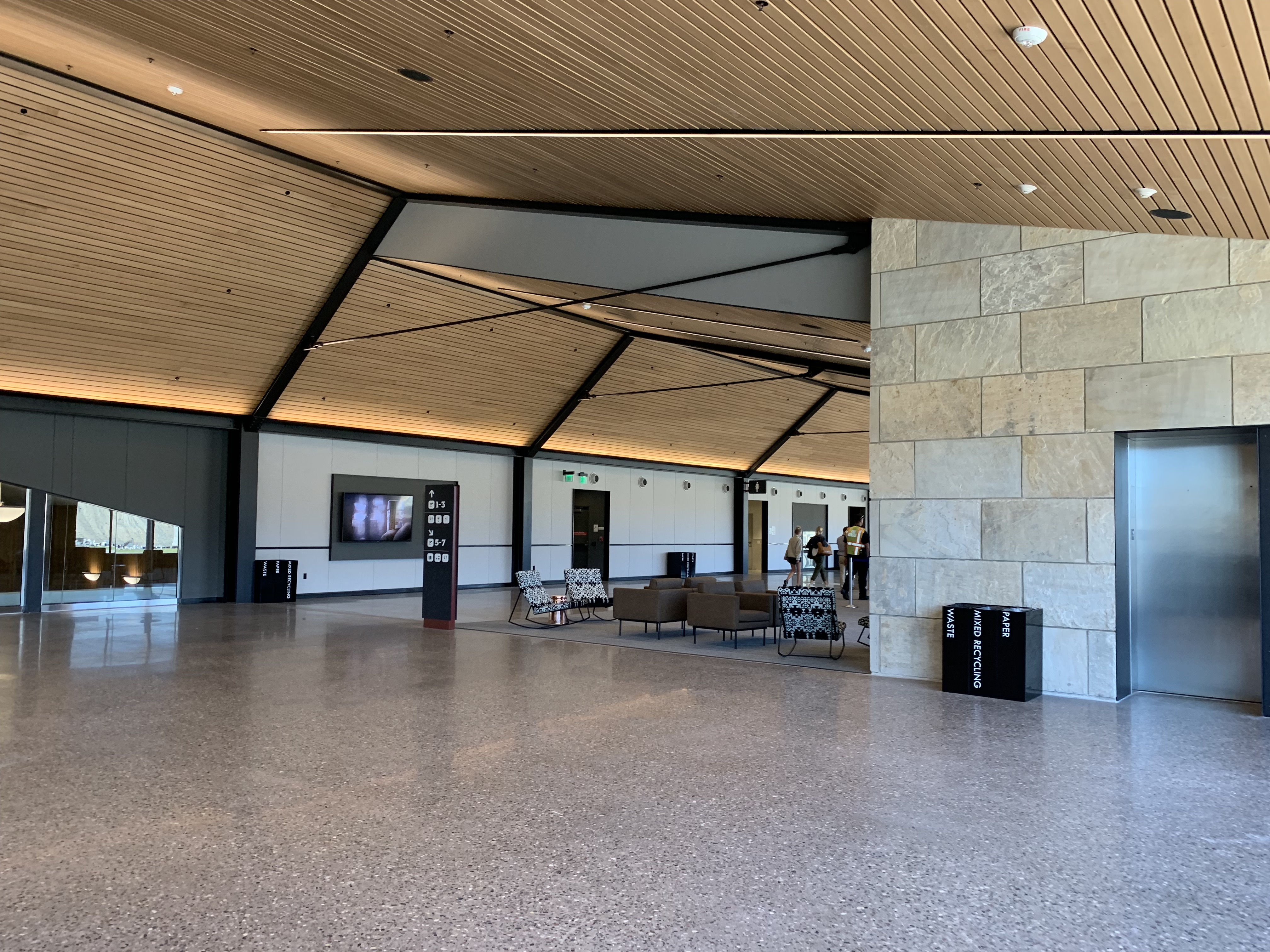
Nueva terminal.

| Aerolíneas        | Destinos |
| ----------------- | --- |
| Alaska Airlines   | Estacional: San Diego, Seattle/Tacoma                                                                                      |
| American Airlines | Dallas/Fort Worth Estacional: Charlotte (inicia el 18 de diciembre de 2025), Chicago–O'Hare, Miami, Nueva York–JFK         |
| American Eagle    | Estacional: Los Ángeles, Phoenix–Sky Harbor                                                                                |
| Delta Air Lines   | Estacional: Atlanta, Nueva York–JFK (inicia el 20 de diciembre de 2025)                                                    |
| Delta Connection  | Estacional: Los Ángeles, Mineápolis/St. Paul (inicia el 20 de diciembre de 2025)                                           |
| United Airlines   | Denver Estacional: Chicago–O'Hare, Houston–Intercontinental, Newark, Washington-Dulles (inicia el 20 de diciembre de 2025) |
| United Express    | Denver Estacional: Los Ángeles, San Francisco                                                                              |

## Estadísticas

### Tráfico anual
| Año  | Abordajes de pasajeros | Cambio | Año  | Abordajes de pasajeros | Cambio | Año  | Abordajes de pasajeros | Cambio |
| ---- | ---------------------- | ------ | ---- | ---------------------- | ------ | ---- | ---------------------- | ------ |
| 2000 | 184,562                |        | 2010 | 201,010                | 10.65% | 2020 | 143,000                | 25.00% |
| 2001 | 165,639                | 10.25% | 2011 | 189,276                | 5.84%  | 2021 | 206,536                | 37.8%  |
| 2002 | 169,762                | 2.49%  | 2012 | 167,914                | 11.29% | 2022 | 220,326                | 2.49%  |
| 2003 | 168,347                | 0.83%  | 2013 | 167,166                | 0.45%  | 2023 | 232,215                | 5.4%   |
| 2004 | 194,173                | 15.34% | 2014 | 165,004                | 1.29%  | 2024 | 289,867                | 24.8%  |
| 2005 | 213,233                | 9.82%  | 2015 | 156,937                | 4.89%  |      |                        |        |
| 2006 | 217,039                | 1.78%  | 2016 | 163,840                | 4.4%   |      |                        |        |
| 2007 | 231,719                | 6.8%   | 2017 | 154,577                | 5.65%  |      |                        |        |
| 2008 | 212,832                | 8.15%  | 2018 | 173,863                | 12.48% |      |                        |        |
| 2009 | 181,666                | 14.64% | 2019 | 194,905                | 10.80% |      |                        |        |